# Llista de topònims de Sant Boi de Lluçanès
Llista de topònims (noms propis de lloc) del municipi de Sant Boi de Lluçanès, a Osona
Informació actualitzada per un bot. Els canvis manuals es perdran quan s'actualitzi!

## carrer
| imatge | Nom          | Ubicat a             | instància de | Detalls                                  | coordenades                                                      | Protecció                                  | Commons (més fotos)                 | Dades a WD                    |
| ------ | ------------ | -------------------- | ------------ | ---------------------------------------- | ---------------------------------------------------------------- | ------------------------------------------ | ----------------------------------- | ----------------------------- |
|        | Carrer Antic | Sant Boi de Lluçanès | carrer       | Estil: arquitectura popular 16th century | 42° 03′ 29″ N, 2° 09′ 00″ E / 42.058063°N,2.150066°E ca:C. Antic | bé integrant del patrimoni cultural català | Carrer Antic (Sant Boi de Lluçanès) | Modifica les dades a Wikidata |
|        | Carrer Major | Sant Boi de Lluçanès | carrer       | Estil: arquitectura popular 18th century | 42° 03′ 26″ N, 2° 09′ 04″ E / 42.05736°N,2.151199°E ca:C. Major  | bé integrant del patrimoni cultural català | Carrer Major (Sant Boi de Lluçanès) | Modifica les dades a Wikidata |

## casa
| imatge | Nom              | Ubicat a             | instància de | Detalls                                              | coordenades | Protecció                                  | Commons (més fotos)             | Dades a WD                    |
| ------ | ---------------- | -------------------- | ------------ | ---------------------------------------------------- | --- | ------------------------------------------ | ------------------------------- | ----------------------------- |
|        | Cal Jaumet Pensa | Sant Boi de Lluçanès | casa         | Estil: arquitectura popular 17th century             | 42° 03′ 29″ N, 2° 09′ 00″ E / 42.057937°N,2.150068°E ca:C. Antic, 7 796 msnm                                      | bé integrant del patrimoni cultural català | Cal Jaumet Pensa                | Modifica les dades a Wikidata |
|        | Cal Sastre       | Sant Boi de Lluçanès | casa         | Estil: arquitectura popular 18th century             | 42° 03′ 28″ N, 2° 09′ 02″ E / 42.05781°N,2.1506°E ca:Plaça Verge dels Munts, 10. Nucli urbà. Sant Boi de Lluçanès | bé integrant del patrimoni cultural català |                                 | Modifica les dades a Wikidata |
|        | Cal Solà         | Sant Boi de Lluçanès | casa         | Estil: gòtic tardà arquitectura popular 16th century | 42° 03′ 28″ N, 2° 09′ 02″ E / 42.057661°N,2.150482°E ca:Pl. Verge dels Munts, 12 795 msnm                         | bé integrant del patrimoni cultural català | Cal Solà (Sant Boi de Lluçanès) | Modifica les dades a Wikidata |

## entitat singular de població
| imatge | Nom                  | Ubicat a             | instància de                                                                   | Detalls | coordenades                                                                                         | Protecció                                  | Commons (més fotos) | Dades a WD                    |
| ------ | -------------------- | -------------------- | ------------------------------------------------------------------------------ | ------- | --------------------------------------------------------------------------------------------------- | ------------------------------------------ | ------------------- | ----------------------------- |
|        | Gallifa              | Sant Boi de Lluçanès | entitat singular de població                                                   | 6 hab   | 42° 04′ 29″ N, 2° 10′ 44″ E / 42.07479722222222°N,2.178952777777778°E 866 msnm                      | bé integrant del patrimoni cultural català |                     | Modifica les dades a Wikidata |
|        | Sant Boi de Lluçanès | Sant Boi de Lluçanès | entitat singular de població capital municipal ens local històric de Catalunya | 475 hab | 42° 03′ 33″ N, 2° 09′ 01″ E / 42.05929308°N,2.150404°E 802 msnm                                     |                                            |                     | Modifica les dades a Wikidata |
|        | Vila-rasa            | Sant Boi de Lluçanès | entitat singular de població                                                   | 13 hab  | 42° 02′ 47″ N, 2° 07′ 53″ E / 42.046448691125°N,2.1312881718818°E 808 msnm                          |                                            |                     | Modifica les dades a Wikidata |
|        | Viladecans           | Sant Boi de Lluçanès | entitat singular de població                                                   | 80 hab  | 42° 02′ 51″ N, 2° 09′ 55″ E / 42.047397°N,2.165275°E ca:Sector central del terme municipal 804 msnm |                                            |                     | Modifica les dades a Wikidata |

## església
| imatge | Nom                              | Ubicat a                  | instància de     | Detalls                      | coordenades | Protecció                                  | Commons (més fotos)              | Dades a WD                    |
| ------ | -------------------------------- | ------------------------- | ---------------- | ---------------------------- | --- | ------------------------------------------ | -------------------------------- | ----------------------------- |
|        | Sant Joan Baptista de Viladecans | Sant Boi de Lluçanès      | església capella | 18th century                 | 42° 02′ 50″ N, 2° 09′ 54″ E / 42.0472898107017°N,2.16503317819691°E ca:Mas Viladecans 804 msnm                     |                                            |                                  | Modifica les dades a Wikidata |
|        | Sant Miquel de Gallifa           | Sant Boi de Lluçanès Sora | església capella | Estil: arquitectura romànica | 42° 04′ 29″ N, 2° 10′ 44″ E / 42.074835°N,2.178807°E ca:Sector nord-est del terme municipal                        | bé integrant del patrimoni cultural català |                                  | Modifica les dades a Wikidata |
|        | Sant Roc                         | Sant Boi de Lluçanès      | església ermita  | 19th century                 | 42° 03′ 55″ N, 2° 09′ 52″ E / 42.0651633283492°N,2.16443639971599°E ca:Sector central del terme municipal 867 msnm |                                            |                                  | Modifica les dades a Wikidata |
|        | Sant Salvador de Bellver         | Sant Boi de Lluçanès      | església         | Estil: arquitectura romànica | 42° 03′ 33″ N, 2° 11′ 35″ E / 42.059093°N,2.19292°E                                                                | bé integrant del patrimoni cultural català | Sant Salvador de Bellver         | Modifica les dades a Wikidata |
|        | església de Sant Boi de Lluçanès | Sant Boi de Lluçanès      | església         |                              | 42° 03′ 28″ N, 2° 09′ 06″ E / 42.057643°N,2.151606°E                                                               | bé integrant del patrimoni cultural català | Església de Sant Boi de Lluçanès | Modifica les dades a Wikidata |

## font
| imatge | Nom              | Ubicat a             | instància de | Detalls      | coordenades                                                                                               | Protecció | Commons (més fotos) | Dades a WD                    |
| ------ | ---------------- | -------------------- | ------------ | ------------ | --- | --------- | ------------------- | ----------------------------- |
|        | font de la Boixa | Sant Boi de Lluçanès | font         | 20th century | 42° 02′ 36″ N, 2° 10′ 32″ E / 42.0433581980661°N,2.17558461114925°E ca:Sector est del terme municipal     |           |                     | Modifica les dades a Wikidata |
|        | font de la Prada | Sant Boi de Lluçanès | font         | 20th century | 42° 02′ 58″ N, 2° 08′ 58″ E / 42.0495345562972°N,2.14937921442158°E ca:Sector central del terme municipal |           |                     | Modifica les dades a Wikidata |

## granja
| imatge | Nom                   | Ubicat a             | instància de | Detalls | coordenades                                                         | Protecció | Commons (més fotos) | Dades a WD                    |
| ------ | --------------------- | -------------------- | ------------ | ------- | ------------------------------------------------------------------- | --------- | ------------------- | ----------------------------- |
|        | Granges de Vilaltella | Sant Boi de Lluçanès | granja       |         | 42° 02′ 02″ N, 2° 07′ 39″ E / 42.0338512358582°N,2.12738352805412°E |           |                     | Modifica les dades a Wikidata |
|        | Granja de l'Oliver    | Sant Boi de Lluçanès | granja       |         | 42° 03′ 26″ N, 2° 08′ 38″ E / 42.0572671123227°N,2.14399469330879°E |           |                     | Modifica les dades a Wikidata |
|        | Granja del Serrat     | Sant Boi de Lluçanès | granja       |         | 42° 03′ 11″ N, 2° 09′ 33″ E / 42.0530923820724°N,2.15919280546452°E |           |                     | Modifica les dades a Wikidata |
|        | el Quaranto           | Sant Boi de Lluçanès | granja       |         | 42° 01′ 58″ N, 2° 07′ 38″ E / 42.0328420611234°N,2.12732484814897°E |           |                     | Modifica les dades a Wikidata |

## masia
| imatge | Nom                        | Ubicat a             | instància de | Detalls                                  | coordenades                                                                                                | Protecció                                  | Commons (més fotos)  | Dades a WD                    |
| ------ | -------------------------- | -------------------- | ------------ | ---------------------------------------- | --- | ------------------------------------------ | -------------------- | ----------------------------- |
|        | Barnera                    | Sant Boi de Lluçanès | masia        | 19th century                             | 42° 01′ 48″ N, 2° 08′ 24″ E / 42.0298852621809°N,2.14009786053877°E ca:Sector sud-oest del terme municipal |                                            |                      | Modifica les dades a Wikidata |
|        | Borrell                    | Sant Boi de Lluçanès | masia        | 19th century                             | 42° 02′ 57″ N, 2° 07′ 32″ E / 42.0492029408897°N,2.12562670135256°E ca:Sector oest del terme municipal     |                                            |                      | Modifica les dades a Wikidata |
|        | Ca n'Orra                  | Sant Boi de Lluçanès | masia        | Estil: arquitectura popular              | 42° 02′ 30″ N, 2° 09′ 30″ E / 42.041642°N,2.158259°E                                                       | bé integrant del patrimoni cultural català |                      | Modifica les dades a Wikidata |
|        | Cal Codinach               | Sant Boi de Lluçanès | masia        | Estil: arquitectura popular              | 42° 03′ 29″ N, 2° 09′ 47″ E / 42.058051°N,2.163058°E                                                       | bé integrant del patrimoni cultural català |                      | Modifica les dades a Wikidata |
|        | Can Clara                  | Sant Boi de Lluçanès | masia        |                                          | 42° 02′ 16″ N, 2° 09′ 48″ E / 42.0377487336076°N,2.16335791557368°E                                        |                                            |                      | Modifica les dades a Wikidata |
|        | Can Julià                  | Sant Boi de Lluçanès | masia        |                                          | 42° 03′ 16″ N, 2° 09′ 37″ E / 42.0544242579987°N,2.16027496276642°E                                        |                                            |                      | Modifica les dades a Wikidata |
|        | Can Serra                  | Sant Boi de Lluçanès | masia        |                                          | 42° 04′ 16″ N, 2° 10′ 35″ E / 42.0711669513616°N,2.17638529235268°E                                        |                                            |                      | Modifica les dades a Wikidata |
|        | Casa Nova de la Tria       | Sant Boi de Lluçanès | masia        | Estil: arquitectura popular              | 42° 02′ 11″ N, 2° 07′ 45″ E / 42.036507°N,2.129102°E                                                       | bé integrant del patrimoni cultural català |                      | Modifica les dades a Wikidata |
|        | Coll Triado                | Sant Boi de Lluçanès | masia        | Estil: arquitectura popular              | 42° 03′ 24″ N, 2° 08′ 07″ E / 42.056673°N,2.135147°E                                                       | bé integrant del patrimoni cultural català |                      | Modifica les dades a Wikidata |
|        | Cornet                     | Sant Boi de Lluçanès | masia        | 18th century                             | 42° 02′ 14″ N, 2° 09′ 02″ E / 42.0372857109564°N,2.15059369259606°E ca:Sector sud del terme municipal      |                                            |                      | Modifica les dades a Wikidata |
|        | Mas Alvardés               | Sant Boi de Lluçanès | masia        | Estil: arquitectura popular              | 42° 02′ 17″ N, 2° 08′ 06″ E / 42.038128°N,2.134976°E                                                       | bé integrant del patrimoni cultural català |                      | Modifica les dades a Wikidata |
|        | Mas Bertrans               | Sant Boi de Lluçanès | masia        | Estil: arquitectura popular              | 42° 03′ 51″ N, 2° 10′ 22″ E / 42.064111°N,2.172889°E                                                       | bé integrant del patrimoni cultural català |                      | Modifica les dades a Wikidata |
|        | Mas Vaià                   | Sant Boi de Lluçanès | masia        | Estil: arquitectura popular              | 42° 02′ 57″ N, 2° 07′ 58″ E / 42.0491°N,2.13288°E                                                          | bé integrant del patrimoni cultural català |                      | Modifica les dades a Wikidata |
|        | Mas Vell                   | Sant Boi de Lluçanès | masia        | Estil: arquitectura popular              | 42° 03′ 54″ N, 2° 10′ 40″ E / 42.06493°N,2.177738°E ca:Sector nord-est del terme municipal                 | bé integrant del patrimoni cultural català |                      | Modifica les dades a Wikidata |
|        | Mas Vila-rasa              | Sant Boi de Lluçanès | masia        | Estil: arquitectura popular              | 42° 02′ 51″ N, 2° 07′ 51″ E / 42.0475°N,2.13087°E                                                          | bé integrant del patrimoni cultural català |                      | Modifica les dades a Wikidata |
|        | Mas Vilaltella             | Sant Boi de Lluçanès | masia        | Estil: arquitectura popular              | 42° 01′ 58″ N, 2° 07′ 29″ E / 42.0328°N,2.12478°E                                                          | bé integrant del patrimoni cultural català |                      | Modifica les dades a Wikidata |
|        | Masoveria de Gallifa       | Sant Boi de Lluçanès | masia        | Estil: arquitectura popular              | 42° 04′ 29″ N, 2° 10′ 54″ E / 42.074703°N,2.18171°E                                                        | bé integrant del patrimoni cultural català |                      | Modifica les dades a Wikidata |
|        | Masoveria dels Pujols      | Sant Boi de Lluçanès | masia        | Estil: arquitectura popular              | 42° 03′ 12″ N, 2° 08′ 57″ E / 42.053328°N,2.14909°E                                                        | bé integrant del patrimoni cultural català |                      | Modifica les dades a Wikidata |
|        | Montorro                   | Sant Boi de Lluçanès | masia        |                                          | 42° 04′ 32″ N, 2° 09′ 18″ E / 42.075446671695°N,2.1550703093997°E                                          |                                            |                      | Modifica les dades a Wikidata |
|        | Montorroell                | Sant Boi de Lluçanès | masia        |                                          | 42° 04′ 32″ N, 2° 09′ 59″ E / 42.0754802386427°N,2.16629574322275°E ca:Sector nord del terme municipal     |                                            |                      | Modifica les dades a Wikidata |
|        | Pujols                     | Sant Boi de Lluçanès | masia        | Estil: arquitectura popular              | 42° 03′ 10″ N, 2° 08′ 56″ E / 42.0527°N,2.14894°E ca:Sector central del terme municipal                    | bé integrant del patrimoni cultural català |                      | Modifica les dades a Wikidata |
|        | Santponç                   | Sant Boi de Lluçanès | masia        |                                          | 42° 02′ 00″ N, 2° 08′ 49″ E / 42.0332780823283°N,2.14698655133479°E                                        |                                            |                      | Modifica les dades a Wikidata |
|        | Vilar de Sant Boi          | Sant Boi de Lluçanès | masia        | Estil: arquitectura popular 18th century | 42° 03′ 49″ N, 2° 09′ 02″ E / 42.063679°N,2.15062°E ca:A 800 m al nord del poble 837 msnm                  | bé integrant del patrimoni cultural català | El Vilar de Sant Boi | Modifica les dades a Wikidata |
|        | Vilar de Viladecans        | Sant Boi de Lluçanès | masia        | Estil: barroc                            | 42° 02′ 50″ N, 2° 09′ 54″ E / 42.0473°N,2.16502°E                                                          | bé integrant del patrimoni cultural català |                      | Modifica les dades a Wikidata |
|        | Xalet Escribano            | Sant Boi de Lluçanès | masia        |                                          | 42° 02′ 41″ N, 2° 10′ 29″ E / 42.0446574197331°N,2.17464950242704°E                                        |                                            |                      | Modifica les dades a Wikidata |
|        | el Freixe                  | Sant Boi de Lluçanès | masia        |                                          | 42° 04′ 30″ N, 2° 10′ 57″ E / 42.0750030014788°N,2.18258560457949°E                                        |                                            |                      | Modifica les dades a Wikidata |
|        | el Masnou                  | Sant Boi de Lluçanès | masia        |                                          | 42° 03′ 39″ N, 2° 11′ 01″ E / 42.0607983763001°N,2.18365010922432°E                                        |                                            |                      | Modifica les dades a Wikidata |
|        | el Perers                  | Sant Boi de Lluçanès | masia        |                                          | 42° 03′ 17″ N, 2° 09′ 57″ E / 42.0546623033834°N,2.16574630394343°E                                        |                                            |                      | Modifica les dades a Wikidata |
|        | el Puigcogul               | Sant Boi de Lluçanès | masia        |                                          | 42° 04′ 35″ N, 2° 10′ 24″ E / 42.0764232972555°N,2.17340386120916°E 899 msnm                               |                                            |                      | Modifica les dades a Wikidata |
|        | el Purgatori               | Sant Boi de Lluçanès | masia        | 18th century                             | 42° 02′ 55″ N, 2° 08′ 22″ E / 42.0485323049671°N,2.13937514087105°E ca:Sector oest del terme municipal     |                                            |                      | Modifica les dades a Wikidata |
|        | els Hostalets              | Sant Boi de Lluçanès | masia        |                                          | 42° 01′ 38″ N, 2° 08′ 08″ E / 42.027275908955°N,2.13563936472045°E                                         |                                            |                      | Modifica les dades a Wikidata |
|        | l'Esquirol                 | Sant Boi de Lluçanès | masia        |                                          | 42° 02′ 49″ N, 2° 10′ 17″ E / 42.0470204119679°N,2.17135637204984°E                                        |                                            |                      | Modifica les dades a Wikidata |
|        | la Casa Nova de Viladecans | Sant Boi de Lluçanès | masia        |                                          | 42° 02′ 50″ N, 2° 10′ 35″ E / 42.0472548901704°N,2.1764042433869°E                                         |                                            |                      | Modifica les dades a Wikidata |
|        | la Casa Nova del Freixe    | Sant Boi de Lluçanès | masia        |                                          | 42° 04′ 33″ N, 2° 10′ 43″ E / 42.0757496946502°N,2.17868338206028°E 867 msnm                               |                                            |                      | Modifica les dades a Wikidata |
|        | la Cirera                  | Sant Boi de Lluçanès | masia        | Estil: arquitectura popular 18th century | 42° 02′ 55″ N, 2° 09′ 06″ E / 42.0487°N,2.15168°E ca:Sector central del terme municipal                    | bé integrant del patrimoni cultural català |                      | Modifica les dades a Wikidata |
|        | la Quintana                | Sant Boi de Lluçanès | masia        |                                          | 42° 03′ 49″ N, 2° 09′ 01″ E / 42.0635548560816°N,2.15021944897918°E ca:Sector central del terme municipal  |                                            |                      | Modifica les dades a Wikidata |
|        | la Talaia                  | Sant Boi de Lluçanès | masia        |                                          | 42° 03′ 36″ N, 2° 09′ 31″ E / 42.0600594445545°N,2.15865371386127°E                                        |                                            |                      | Modifica les dades a Wikidata |

## molí d'aigua
| imatge | Nom                | Ubicat a             | instància de | Detalls                                  | coordenades                                                                                | Protecció                                  | Commons (més fotos) | Dades a WD                    |
| ------ | ------------------ | -------------------- | ------------ | ---------------------------------------- | ------------------------------------------------------------------------------------------ | ------------------------------------------ | ------------------- | ----------------------------- |
|        | Molí de Cornet     | Sant Boi de Lluçanès | molí d'aigua | Estil: arquitectura popular 18th century | 42° 02′ 08″ N, 2° 08′ 57″ E / 42.0356°N,2.14917°E ca:Sector sud del terme municipal        | bé integrant del patrimoni cultural català |                     | Modifica les dades a Wikidata |
|        | Molí de Vila-rasa  | Sant Boi de Lluçanès | molí d'aigua | Estil: arquitectura popular 18th century | 42° 02′ 39″ N, 2° 08′ 08″ E / 42.04428°N,2.13545°E ca:Sector oest del terme municipal      | bé integrant del patrimoni cultural català |                     | Modifica les dades a Wikidata |
|        | Molí de Viladecans | Sant Boi de Lluçanès | molí d'aigua | Estil: arquitectura popular              | 42° 02′ 49″ N, 2° 09′ 21″ E / 42.046856°N,2.155713°E ca:Sector central del terme municipal | bé integrant del patrimoni cultural català |                     | Modifica les dades a Wikidata |

## muntanya
| imatge | Nom               | Ubicat a             | instància de | Detalls | coordenades                                                       | Protecció | Commons (més fotos) | Dades a WD                    |
| ------ | ----------------- | -------------------- | ------------ | ------- | ----------------------------------------------------------------- | --------- | ------------------- | ----------------------------- |
|        | Puig Castellar    | Sant Boi de Lluçanès | muntanya     |         | 42° 04′ 03″ N, 2° 09′ 49″ E / 42.067608°N,2.163567°E 898 msnm     |           |                     | Modifica les dades a Wikidata |
|        | Puigcornador      | Sant Boi de Lluçanès | muntanya     |         | 42° 04′ 03″ N, 2° 10′ 24″ E / 42.067506°N,2.17347°E 975 msnm      |           |                     | Modifica les dades a Wikidata |
|        | Serrat del Batlle | Sant Boi de Lluçanès | muntanya     |         | 42° 02′ 54″ N, 2° 08′ 43″ E / 42.04844444°N,2.14532222°E 837 msnm |           |                     | Modifica les dades a Wikidata |

## oratori
| imatge | Nom                           | Ubicat a             | instància de | Detalls                     | coordenades | Protecció                                  | Commons (més fotos) | Dades a WD                    |
| ------ | ----------------------------- | -------------------- | ------------ | --------------------------- | --- | ------------------------------------------ | ------------------- | ----------------------------- |
|        | Pedró de Sant Baldiri         | Sant Boi de Lluçanès | oratori      | Estil: arquitectura popular | 42° 03′ 10″ N, 2° 09′ 08″ E / 42.052892°N,2.152201°E ca:Sector central del terme municipal                         | bé integrant del patrimoni cultural català |                     | Modifica les dades a Wikidata |
|        | Pedró de Sant Isidre          | Sant Boi de Lluçanès | oratori      | 20th century                | 42° 03′ 58″ N, 2° 09′ 08″ E / 42.0660456026753°N,2.15210807920618°E ca:Sector central del terme municipal 856 msnm |                                            |                     | Modifica les dades a Wikidata |
|        | Pedró de l'Àngel de la Guarda | Sant Boi de Lluçanès | oratori      |                             | 42° 04′ 20″ N, 2° 09′ 10″ E / 42.0721199106576°N,2.15264373580908°E ca:Sector nord del terme municipal 993 msnm    |                                            |                     | Modifica les dades a Wikidata |

## pont
| imatge | Nom                          | Ubicat a             | instància de | Detalls                       | coordenades                                                                              | Protecció                                  | Commons (més fotos) | Dades a WD                    |
| ------ | ---------------------------- | -------------------- | ------------ | ----------------------------- | ---------------------------------------------------------------------------------------- | ------------------------------------------ | ------------------- | ----------------------------- |
|        | Pont Vell                    | Sant Boi de Lluçanès | pont         |                               | 42° 03′ 03″ N, 2° 09′ 51″ E / 42.0508762848022°N,2.16405572193465°E                      |                                            |                     | Modifica les dades a Wikidata |
|        | Pont de la Coma Gran         | Sant Boi de Lluçanès | pont         |                               | 42° 03′ 07″ N, 2° 10′ 09″ E / 42.051859953941°N,2.16928745635484°E                       |                                            |                     | Modifica les dades a Wikidata |
|        | Pont de la Font de la Talaia | Sant Boi de Lluçanès | pont font    | 20th century Estat: bon estat | 42° 03′ 32″ N, 2° 09′ 23″ E / 42.05895°N,2.15641°E ca:Sector central del terme municipal |                                            |                     | Modifica les dades a Wikidata |
|        | Pont del Perers              | Sant Boi de Lluçanès | pont         |                               | 42° 03′ 14″ N, 2° 09′ 58″ E / 42.0539273545655°N,2.16623931461897°E                      |                                            |                     | Modifica les dades a Wikidata |
|        | Pont sobre Cal Jaumet        | Sant Boi de Lluçanès | pont         | Estil: arquitectura popular   | 42° 03′ 28″ N, 2° 09′ 00″ E / 42.05791°N,2.150032°E                                      | bé integrant del patrimoni cultural català | Cal Jaumet Pensa    | Modifica les dades a Wikidata |

## Misc
| imatge | Nom                                       | Ubicat a                                                                                                | instància de      | Detalls                                                                        | coordenades                                                                                               | Protecció                                            | Commons (més fotos) | Dades a WD                    |
| ------ | ----------------------------------------- | --- | ----------------- | ------------------------------------------------------------------------------ | --- | ---------------------------------------------------- | ------------------- | ----------------------------- |
|        | Castell de Montorro                       | Sant Boi de Lluçanès                                                                                    | castell           | Estil: arquitectura popular                                                    | 42° 04′ 35″ N, 2° 09′ 54″ E / 42.076277°N,2.165002°E 966 msnm                                             | bé d'interès cultural bé cultural d'interès nacional |                     | Modifica les dades a Wikidata |
|        | Creu del Peirot                           | Sant Boi de Lluçanès                                                                                    | indret            |                                                                                | 42° 02′ 50″ N, 2° 09′ 06″ E / 42.0473535564954°N,2.15161960152266°E                                       |                                                      |                     | Modifica les dades a Wikidata |
|        | Serrat de la Pinassa                      | Sant Agustí de Lluçanès Sant Boi de Lluçanès                                                            | serra             |                                                                                | 42° 04′ 17″ N, 2° 09′ 10″ E / 42.07126111°N,2.15271472°E 1023 msnm                                        |                                                      |                     | Modifica les dades a Wikidata |
|        | casa consistorial de Sant Boi de Lluçanès | Sant Boi de Lluçanès                                                                                    | casa consistorial |                                                                                | 42° 03′ 32″ N, 2° 09′ 06″ E / 42.058773°N,2.1517984°E                                                     |                                                      |                     | Modifica les dades a Wikidata |
|        | la Creu Gran                              | Sant Boi de Lluçanès                                                                                    | creu de terme     |                                                                                | 42° 03′ 32″ N, 2° 09′ 05″ E / 42.05887946141497°N,2.151319530788565°E                                     |                                                      |                     | Modifica les dades a Wikidata |
|        | riera de Sorreigs                         | Sant Agustí de Lluçanès Sant Boi de Lluçanès Sobremunt Santa Cecília de Voltregà les Masies de Voltregà | curs d'aigua      | Desemboca: Ter                                                                 | 42° 04′ 18″ N, 2° 07′ 26″ E / 42.071592°N,2.123775°E 41° 59′ 40″ N, 2° 14′ 56″ E / 41.994419°N,2.248757°E |                                                      | Riera de Sorreigs   | Modifica les dades a Wikidata |
|        | roure de la Senyora                       | Sant Boi de Lluçanès                                                                                    | arbre singular    | Taxon: roure martinenc (Quercus pubescens) Ample: 29.3m Alt: 15m Perímetre: 4m | 42° 03′ 57″ N, 2° 09′ 02″ E / 42.06597°N,2.15063°E ca:Sector central del terme municipal 855 msnm         | arbre monumental                                     | Roure de la Senyora | Modifica les dades a Wikidata |